# Porto Velho Futebol Clube
Porto Velho Futebol Clube é uma agremiação esportiva da cidade de Porto Velho, capital do estado de Rondônia. Suas cores são verde, vermelho e branco. Em 1993, o Porto Velho FC foi vice-campeão do Campeonato Rondoniense de Futebol.